# Brazilian wax
Brazilian wax é uma forma de depilação  introduzida em Nova York em 1987 por sete irmãs brasileiras (as Irmãs J). Essa forma de depilação brasileira continua a ser um método de remoção de pêlos muito populares nos EUA e foi popularizada pelas Minisséries Sex and the City e Desperate Housewives'
O Brazilian wax difere de outras depilaçōes com ceras porque o pelo é removido da frente e há conjuntamente a completa remoção de pêlos das nádegas e do adjacente ao ânus e períneo. A "pista de pouso" normalmente é deixada na frente, mas as mulheres podem optar pela estilo Hollywood, a remoção completa dos pelos.

## Tipos de depilaçōes

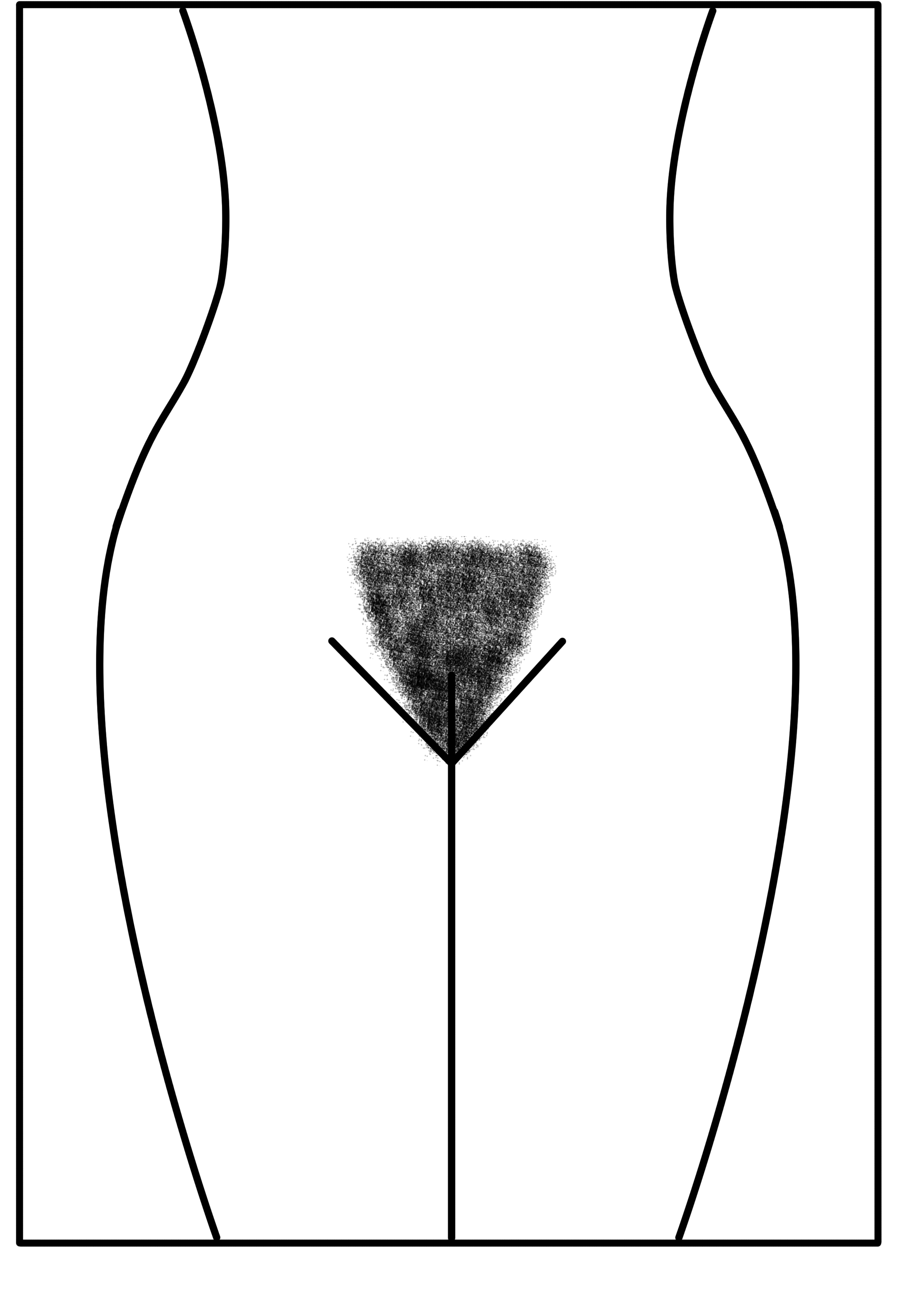
Região pubiana naturalmente peluda
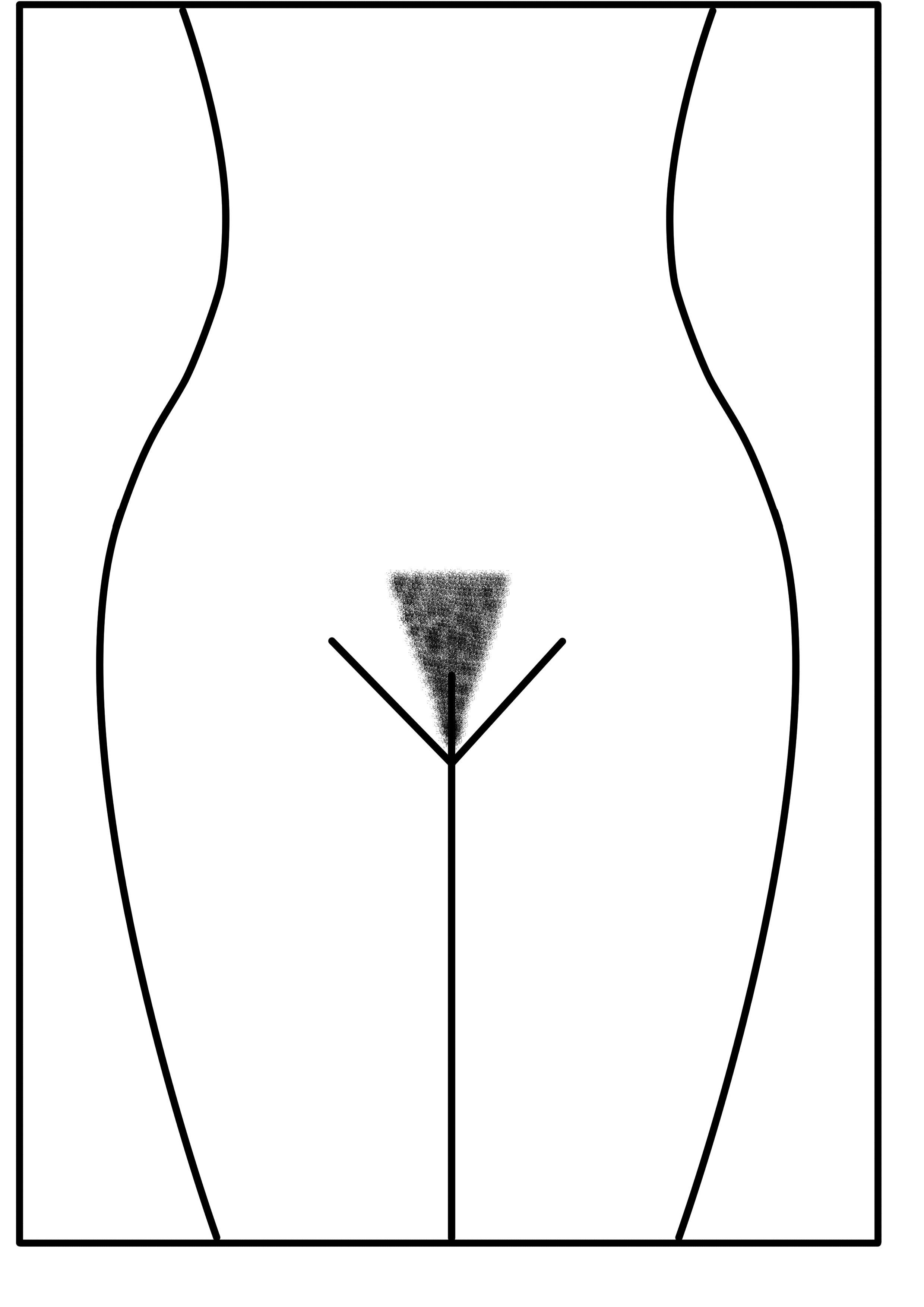
Depilação Americana - pêlos limitados à área do biquíni
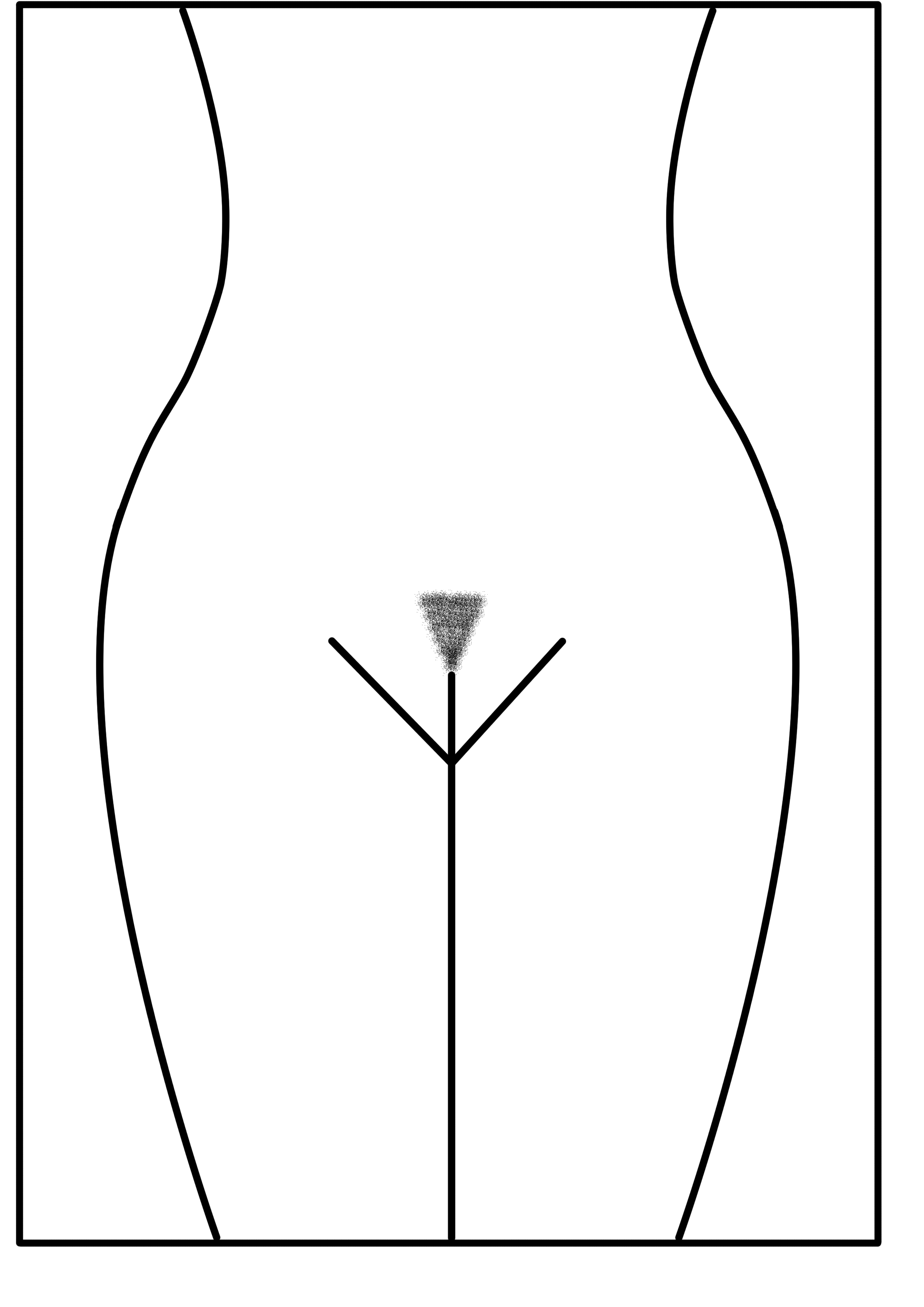
Estilo triângulo
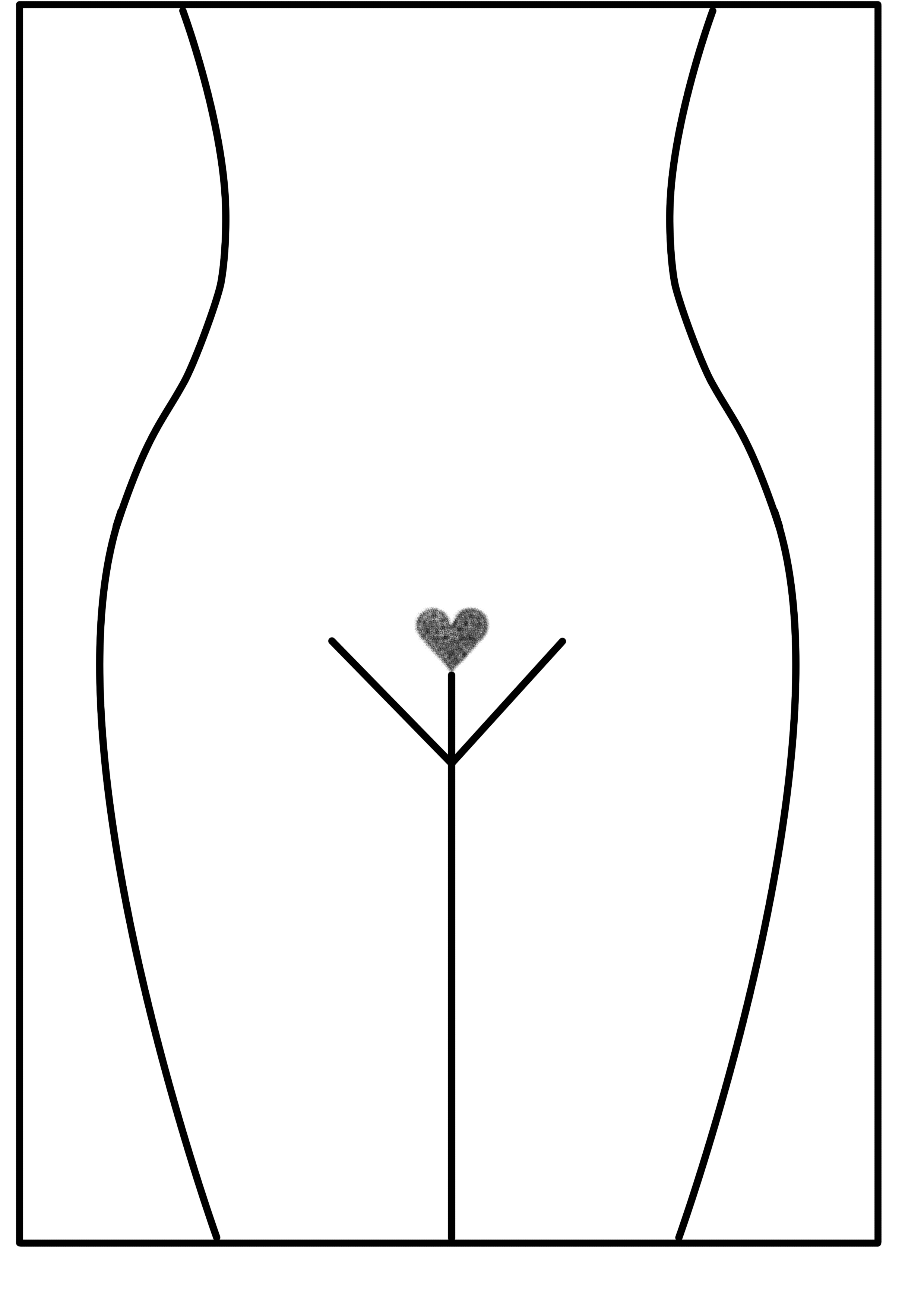
Coração (também chamado Amorzinho)
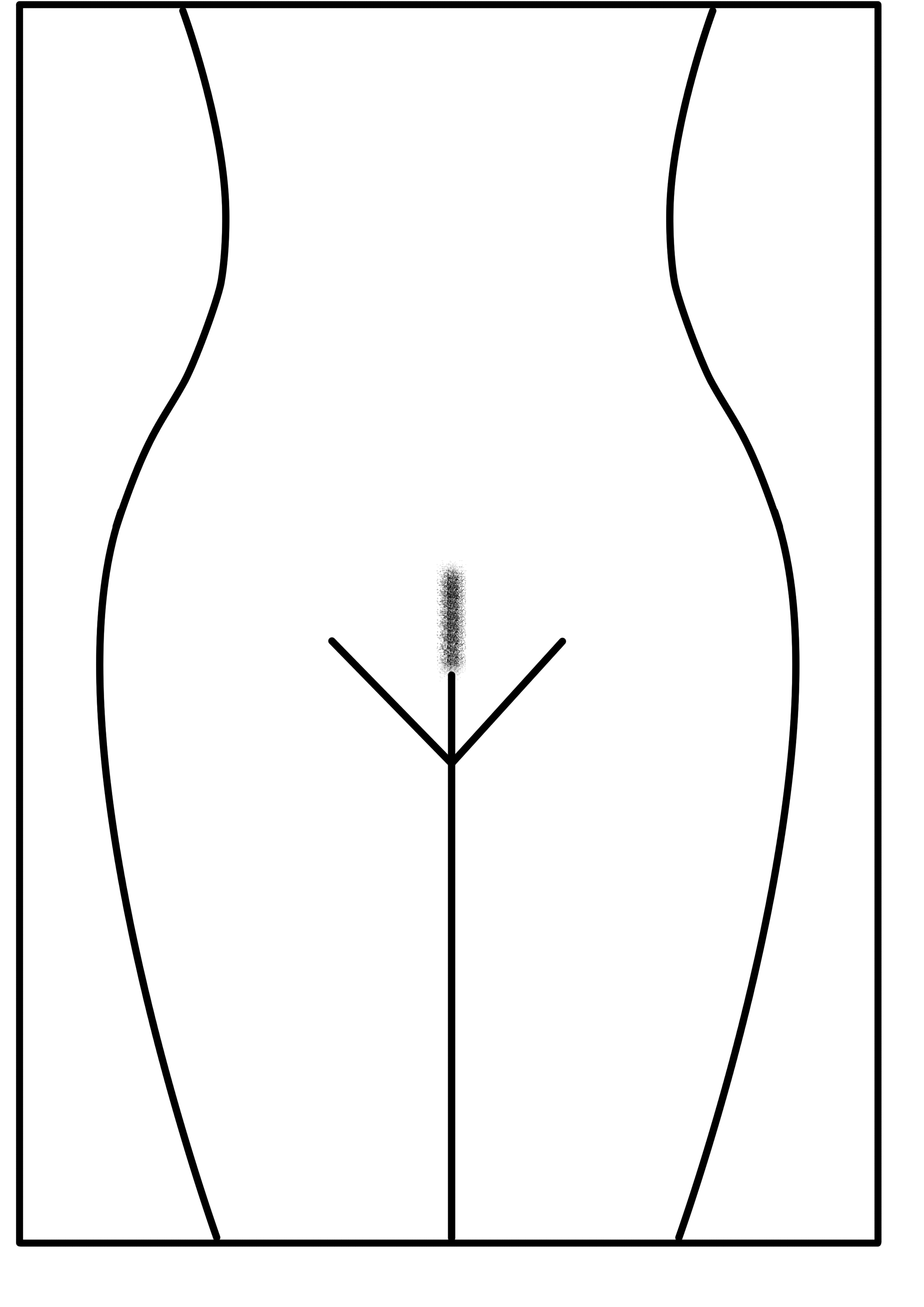
Brazilian wax (com a "pista de pouso")
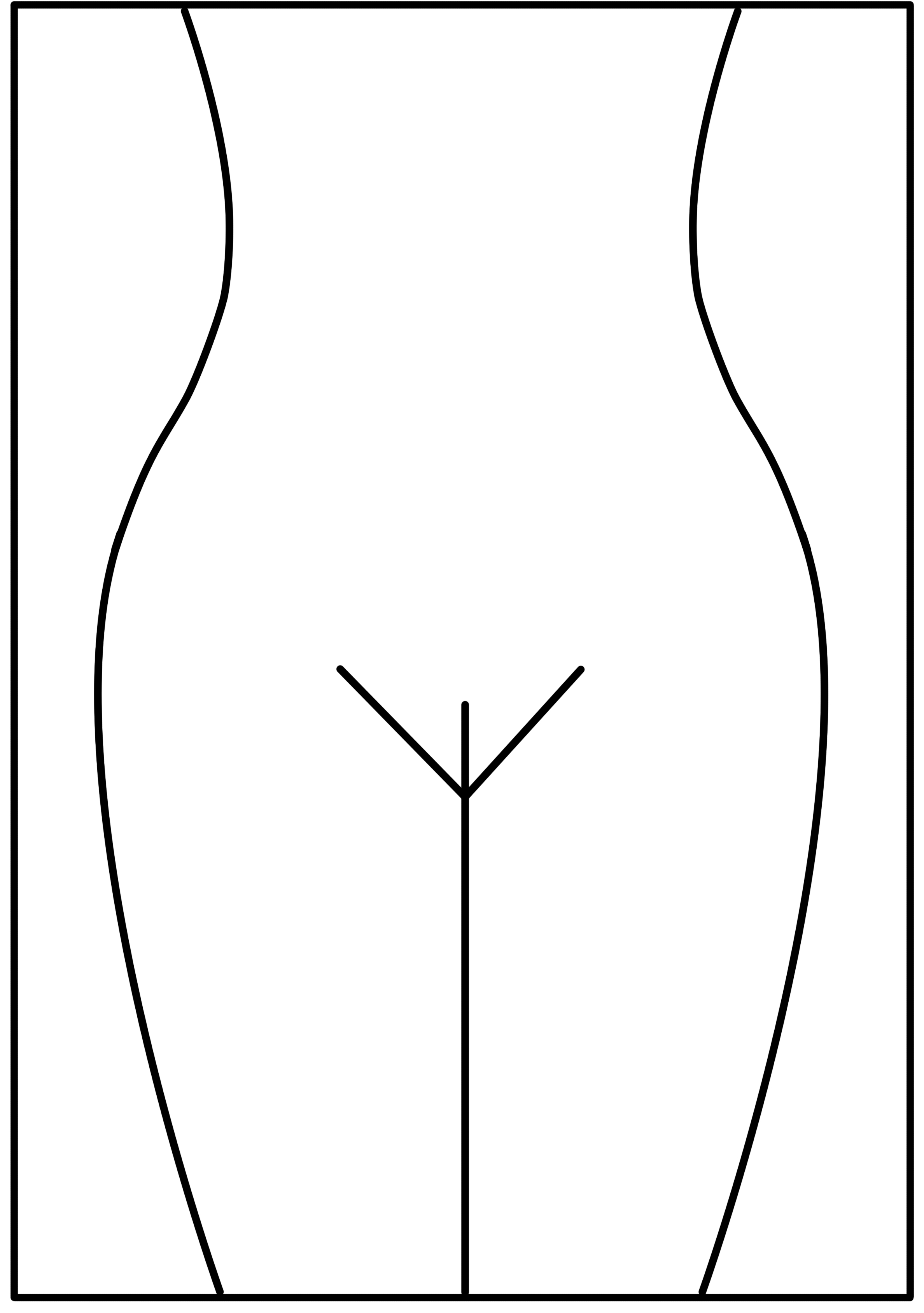
Brazilian wax (full wax) ou Hollywood